# Edgar Hilsenrath
Edgar Hilsenrath, född 2 april 1926 i Leipzig, död 30 december 2018 i Wittlich i Rheinland-Pfalz, var en tyskjudisk författare, som är bäst känd för romanerna Nacht (Natt), Der Nazi und der Friseur (Nazisten och frisören) och Das Märchen vom letzten Gedanken (Sagan om den sista tanken). Han har fått flera litterära utmärkelser.

## Biografi
Edgar Hilsenraths far var en judisk handelsman. Han föddes i Leipzig, men växte upp i Halle an der Saale.  Före Kristallnatten i november 1938 flydde han med sin mor och yngre bror till mormor och morfar i Sereth i Bukovina,  Rumänien. Planen var att hans far skulle komma efter, men efter krigsutbrottet var det omöjligt, och fadern flydde vidare till Frankrike, där han överlevde kriget. 1941 deporterades Edgar, hans bror och mor liksom all släkt och vänner från Sereth till det rumänska gettot Mogilov-Podelsk (i dagens Ukraina). Sedan de ryska trupperna befriat gettot i mars 1944 vandrade han till fots tillbaka mot Sereth och därifrån vidare till Czernowitz. Med hjälp av organisationen Ben-Gurion lyckades han med hjälp av lånade pass ta sig till Brittiska Palestinamandatet tillsammans med andra judiska överlevande. Inte bara på vägen till, utan också i, Palestina, fängslades han ett flertal gånger, men varje gång bara för en kort tid.
I Palestina fick han endast tillfälliga jobb och blev inte integrerad. Därför bestämde han sig 1947 för att åka till Frankrike och återförenas med sina släktingar. I början av 1950-talet emigrerade han med hela familjen till New York. Där slog han sig fram med tillfälliga jobb och skrev samtidigt sin första roman Nacht (Natt). Publikationen av hans första roman mötte många hinder, eftersom förlagschefen, på grund av avvikande åsikter,  motsatte sig offentliggörandet. Nästa roman, Der Nazi und der Friseur (Nazisten och frisören), innebar hans litterära genombrott i Tyskland och hela världen. Romanen skrevs i München där han bodde tillfälligt. 1975 återvände H till Tyskland, eftersom han ville vara nära det tyska språket. Sedan 1975 bodde han i Berlin.

## Verk
Sedan debutromanen Nacht (Natt), där H skildrar sitt liv som överlevande i getton extremt realistiskt, återkommer H alltid till förintelsetemat utan att direkt anklaga och beskriver aldrig angripares eller offers roll enbart svartvitt. Snarare är hans mål att skriva för att man inte ska glömma. Natt är en naturalistisk roman, men i sina senare verk använder Hilsenrath expressiva stilar som satir, grotesk eller legend. Det tyska nyhetsmagasinet Der Spiegel har beskrivit hans roman, Der Nazi und der Friseur, som "en satir över judarna och SS. En skälmroman, grotesk, bisarr och ibland grymt lakonisk, en berättelse om mörka tider med svart humor." Romanen, som skrevs 1968-69,  utkom i Tyskland sex år efter den framgångsrika publiceringen av den engelska översättningen i USA 1971, The Nazi and the Barber, a Tale of Vengeance. Efter att mer än 60 tyska förlag tackat nej till manuset, utkom den till slut i augusti 1977 på det lilla förlaget Helmut Braun i Köln. Den första utgivningen på 10 000 exemplar blev snabbt slutsåld. Två upplagor till trycktes snabbt.  Romanen blev recenserad av bland annat Heinrich Böll i tidningen Die Zeit och reaktionen var mycket positiv. Sedan dess har mer än 250 000 exemplar sålts i Tyskland. Boken kommit ut i 22 länder och på 16 språk. Hilsenrath har fått Alfred Döblinpriset för romanen Das Märchen vom letzten Gedanken (Sagan om den sista tanken), där han skapar klarhet om sambandet mellan minne och historieskrivning.  Genom att beskriva utrotningen av armenierna och jämställa den med förintelsen fördömer han varje form av utrotning och manar oss att inte glömma bort den. Genom att välja sagaformen behandlas förnekandet sarkastiskt, men samtidigt berättas en historia som inte längre har ögonvittnen.
I många av Hilsenraths romaner finns tydliga självbiografiska drag, som dock ofta förvandlas till fiktion.  Den antagligen minst självbiografiska romanen är Die Abenteur des Ruben Jablonski, som utkom 1997. Hilsenraths verk har översatts till 18 språk och har sålts i mer än 5 miljoner exemplar runtom i världen.   Många av titelsidorna har illustrerats av Natascha Ungeheur, en väninna till Hilsenrath. I Tyskland har de flesta av hans verk utkommit på Piper förlag i München,  dock har författaren själv rättigheterna sedan 2003.  Mellan 2003 och 2008 har Dittrich-Förlag, hemmahörande först i Köln och sedan 2006 i Berlin och med Helmut Braun som redaktör, givit ut hans samlade verk i 10 band. Tillsammans med de 8 titlarna som har utkommit tidigare, finns också journalistik och tidningsartiklar (Band 9 – Sie trommelten mit den Fäusten im Takt – De trummade i takt med knytnävarna) och den splitternya romanen (Band 10 – Berlin … Endstation - Berlin… slutstation).

### Utgåvor på svenska[9]
- 1979 – Nazisten & frisören ISBN 91-7458-238-0
- 1981 – Natt ISBN 91-7458-384-0
- 2013 – Ruben Jablonskis äventyr ISBN 978-9-186-90521-7

## Omnämnande
- Alfred Döblinpriset

- Armeniska nationalpriset för litteratur

- Hedersdoktorat från Jerivans universitetet